# James Prior
Pour les articles homonymes, voir Prior.
 (décembre 2016).
Si vous disposez d'ouvrages ou d'articles de référence ou si vous connaissez des sites web de qualité traitant du thème abordé ici, merci de compléter l'article en donnant les références utiles à sa vérifiabilité et en les liant à la section « Notes et références ».
James Michael Leathes Prior, baron Prior, né le 11 octobre 1927 et mort le 12 décembre 2016, est un homme politique britannique appartenant au Parti conservateur.

## Biographie
Faisant son service militaire comme officier du Régiment Royal du Norfolk, il sert en Allemagne et en Inde.
Il est fait pair à vie en 1987.
Son fils David Prior suit ses études dans les mêmes universités (Charterhouse School, Cambridge) puis occupe un siège à la Chambre des communes pour la circonscription du  Norfolk Nord de 1997 à 2001.

## Carrière politique
Lors de l'élection à la présidence du Parti conservateur en 1975, il se présente et recueille 6,9 % (soit 19 voix sur 274) tandis que Margaret Thatcher l'emporte largement au-dessus des autres candidats avec 53,03 % (146 voix).
Jim Prior est considéré comme faisant partie des « wets (en) », c'est-à-dire comme un conservateur qui ne partage pas la politique menée par le gouvernement Thatcher. Le Premier ministre et son secrétaire d'État ont des différends en ce qui concerne l'économie. Margaret Thatcher est même soupçonnée d'avoir placé Jim Prior au ministère de l'Irlande du Nord pour l'isoler, ce poste étant relativement difficile à tenir en ce temps de conflit nord-irlandais. Mais lorsqu'il démissionne en 1984, Margaret Thatcher révèle qu'elle lui prévoyait un ministère où il n'était pas question d'économie.
Margaret Thatcher s'éteint le 8 avril 2013. Jim Prior en retient l'image d'un « très très bon Premier ministre » sans cacher les difficultés à s'entendre avec elle, même s'il évoque pour sa part de bonnes ententes sur des sujets fondamentaux.

## Détails des fonctions et mandats
- 8 octobre 1959 - 9 juin 1983 :  député de Lowestoft
- 20 juin 1970 - 5 novembre 1972 : ministre de l'Agriculture, de la Pêche et de l'Alimentation
- 5 novembre 1972 - 4 mars 1974 : leader de la Chambre des communes et Lord Président du Conseil
- 4 mai 1979 - 14 septembre 1981 : secrétaire d'État à l'Emploi
- 14 septembre 1981 - 27 septembre 1984 : secrétaire d'État pour l'Irlande du Nord
- 9 janvier 1983 - 11 juin 1987 : député de Waveney

## Dans la culture populaire
Nick Dunning interprète Jim Prior dans La Dame de fer, film biographique sur Margaret Thatcher.